# Phytomyza buhri
Phytomyza buhri är en tvåvingeart som beskrevs av Erich Martin Hering 1930. Phytomyza buhri ingår i släktet Phytomyza och familjen minerarflugor.
Artens utbredningsområde är Kroatien. Inga underarter finns listade i Catalogue of Life.